# Cơn sốt đĩa bay 1947
Cơn sốt đĩa bay năm 1947 là một loạt báo cáo về vật thể bay không xác định (UFO) được công bố rộng rãi trên toàn nước Mỹ vào mùa hè năm 1947.  Cơn sốt bắt đầu vào ngày 24 tháng 6, khi giới truyền thông trên toàn quốc đưa tin câu chuyện về vụ chứng kiến vật thể hình đĩa của phi công dân sự Kenneth Arnold mà cánh nhà báo đặt tiêu đề là "Đĩa bay".  Những báo cáo như vậy nhanh chóng lan rộng khắp nước Mỹ; giới sử gia về sau đã ghi lại ít nhất 800 báo cáo "sao chép" trong những tuần tiếp theo, trong khi các nguồn khác ước tính số báo cáo có thể lên tới hàng nghìn.
Những bản báo cáo này đạt đỉnh điểm vào ngày 7 tháng 7. Sau nhiều trò lừa bịp và nhận dạng nhầm, báo cáo về đĩa bay phần lớn đã lắng xuống vào ngày 10 tháng 7. Nguồn tài liệu chính thống suy đoán rằng báo cáo về đĩa bay là do công nghệ mới, nhận dạng nhầm hoặc chứng cuồng loạn tập thể.  Ngược lại, suy đoán bên lề cho rằng những đĩa bay này có thể đến từ các hành tinh hoặc chiều không gian khác; vẫn còn những người khác cho rằng những chiếc đĩa bay này là điều bí ẩn hoặc có thể báo hiệu ngày tận thế.
Cơn sốt năm 1947 đã được nghiên cứu rộng rãi trong khuôn khổ của cả văn hóa dân gian học và tôn giáo học mà giới học giả coi đây là "sự ra đời của một thần thoại hiện đại".